# Nyalka, Győr-Moson-Sopron
Nyalka  este un sat în districtul Pannonhalm, județul Győr-Moson-Sopron, Ungaria, având o populație de 461 de locuitori (2011). 

## Demografie
Componența etnică a satului Nyalka
     Maghiari (99,05%)
     Necunoscut (0,95%)
     Alții (0,95%)
Componența confesională a satului Nyalka
     Romano-catolici (59%)
     Fără religie (8,03%)
     Reformați (5,86%)
     Necunoscută (27,11%)
Conform recensământului din 2011, satul Nyalka avea 461 de locuitori. Din punct de vedere etnic, majoritatea locuitorilor (99,05%) erau maghiari. Apartenența etnică nu este cunoscută în cazul a 0,95% din locuitori.  Din punct de vedere confesional, majoritatea locuitorilor (59,0%) erau romano-catolici, existând și minorități de persoane fără religie (8,03%) și reformați (5,86%). Pentru 27,11% din locuitori nu este cunoscută apartenența confesională.